# Jozef Honec
Jozef Honec (29. března 1895 – 1. listopadu 1971) byl slovenský a československý politik Komunistické strany Slovenska a poúnorový poslanec Národního shromáždění ČSR.

## Biografie
V roce 1949 se uvádí bytem Farkašď, okres Šala.
Ve volbách do Národního shromáždění roku 1948 byl zvolen do Národního shromáždění za KSČ ve volebním kraji Bratislava. Mandát držel až do konce funkčního období, tedy do voleb v roce 1954.
V letech 1948, 1949, 1950 a 1953 se uvádí jako člen Ústředního výboru Komunistické strany Slovenska.